# Grote Moskee van Taza
De Grote Moskee van Taza is een moskee in de stad Taza in het noorden van Marokko. Het is gelegen nabij de Bab er-Rih (Poort van de Winden).

## Geschiedenis
De Grote Moskee van Taza werd in de periode na 1142 gebouwd door Abd al-Mu'min ibn Ali. Volgens de Kitab el Istibsar werden de muren in 1172 voltooid. De moskee werd in 1292-1293 vergroot tijdens het bewind van de Merinidische dynastie. De oude gevelmuur en de mihrab werden gesloopt en de nieuwbouw kreeg een koepel.
Het gebouw is een van de oudste nog bestaande voorbeelden van Almohadische architectuur. Bij het publiek is het ook bekend om zijn grote kroonluchter van ruim 3 ton.

## Architectuur
De buitenmuren van de moskee, die vroeger vanuit drie richtingen toegankelijk waren, zijn gebouwd volgens de rammed earth-technologie van de Berbers in Zuid-Marokko. De minaret is daarentegen gebouwd van gebroken stenen en bakstenen; het staat in de noordwestelijke hoek van de moskee. Bovenop staat een lantaarn, zoals de gewoonte is in Marokko sinds de Almohadenperiode - een architectonisch kenmerk naar het voorbeeld van de oude vuurtoren van Alexandrië.
De moskee en de minaret zijn nu wit en grotendeels onopgesmukt.